# Ceratostylis siamensis
Ceratostylis siamensis är en orkidéart som beskrevs av Robert Allen Rolfe och Dorothy Downie. Ceratostylis siamensis ingår i släktet Ceratostylis och familjen orkidéer. Inga underarter finns listade i Catalogue of Life.